# Дуарте, Габриела
Габрие́ла Дуа́рте Фра́нко Гольдфусс (порт. Gabriela Duarte Franco Goldfuss; род. 15 апреля 1974, Кампинас, Сан-Паулу, Бразилия) — бразильская актриса.

## Биография
Габриела — дочь актрисы Режины Дуарте и бизнесмена Маркоса Флавио Куньо Франко. У Габриелы есть два брата: родной Андре и единоутробный Жуан Рикардо. С малых лет Габриела брала уроки актёрского мастерства.
В 1983 году она снялась вместе с матерью фильме «Бандит-неудачник». Но настоящим дебютом для Габриелы стало участие в бразильской теленовелле 1989 года «Топ-модель». В 1995 году Габриела приняла участие в ремейке сериала «Братья Кораджем», где она исполнила туже роль, что и Режина Дуарте в 1970 году. Затем она снялась «Жизнь, как она есть», теленовелле основанной на работе бразильского драматурга Нельсона Родригеса. В 1997 году Дуарте получила огромную популярность благодаря сериалу «Во имя любви»
, где она сыграла Марию Эдуарду. Этот персонаж вызвал огромное количество противоречий среди зрителей. Многим так не понравилась её героиня, что даже было создано несколько сайтов в духе: «Я ненавижу Эдуарду». В 1999 Габриела исполнила роль первой бразильской женщины-композитора, Шикиньи Гонзага в молодости в сериале «Музыка её души», где её мать Режина Дуарте исполнила эту же героиню в преклонные годы. После этого Габриела сделала перерыв в своей карьере.
В 2005 Габриела приняла предложение на роль Симоны в сериале «Америка», где составила пару главному герою Тьян (Мурилу Бенисио).
В 2007 году Дуарте сыграла Мириам в сериале «Семь грехов» и получила признание общественности. Мириам, директор государственной школы, борется против расовых и социальных предрассудков и верит в улучшение государственного образования.
В 2008 она появилась в шоу «Casos e Acasos», компании Globo. После трех лет небольших ролей, она снялась в роли Джесики в сериале «Страсть». Ей с блеском удалось показать свою героиню — капризную и ревнивую нимфоманку. Эта роль стала поворотной и оставила позади сравнения с её матерью.
В 2011 она участвовала в передаче «Фантазия», в выпуске подготовленном специально ко Дню отца.
В 2013 году возвращается в кино с комедией Mato sem Cachorro и снимается в эпизодической роли в сериале «Любовь к жизни».
В 2016 году сыграла Сузану в сериале «Закон любви», где вновь вместе с матерью Режиной сыграла одного и того же персонажа в разных возрастах. В 2018 году Габриэла снимается в сериале «Orgulho e Paixão» в роли злодейки Джульеты.

## Личная жизнь
Габриела Дуарте на протяжении пяти лет состояла в отношениях с моделью Фабио Жирарделли.
В 2002 году вышла замуж за фотографа Жайру Голдфлусса. 18 августа 2006 года у них родилась дочь, Мануэла. 17 декабря 2011 года родился сын, Фредерику.

## Фильмография
- 1983 — Бандит-неудачник
- 1989 — Манекенщица
- 1995 — Братья Кораджем
- 1996 — Жизнь, как она есть
- 1997 — Во имя любви — Эдуарда
- 1999 — Шикинья Гонзага
- 2000 — Ориунди
- 2000 — Храбрый
- 2002 — Земля любви, земля надежды
- 2003 — Кубанакан
- 2003 — Платье
- 2003 — Осторожно! Бар открывается
- 2005 — Америка
- 2007 — Семь грехов
- 2007 — Шкафы и Флюкс
- 2007 — Дневник соблазнителя
- 2010 — Страсть
- 2013 — Любовь к жизни
- 2013 — Похититель собаки
- 2016 — Закон любви — Сюзанна (30 лет)